# François Morvan
François Morvan (Châteaubriant, 6 de agosto de 1983) es un deportista francés que compitió en vela, en la clase Nacra 17. Ganó una medalla de bronce en el Campeonato Europeo de Nacra 17 de 2013.

## Palmarés internacional
| \| Campeonato Europeo \| Campeonato Europeo \| Campeonato Europeo \| Campeonato Europeo \| \| Año \| Lugar \| Medalla \| Clase \| \| ------------------ \| ------------------ \| ------------------ \| ------------------ \| \| 2013 \| Dervio (Italia) \| Medalla de bronce \| Nacra 17 \| |                 |                   |          |
| Campeonato Europeo |                 |                   |          |
| Año | Lugar           | Medalla           | Clase    |
| 2013 | Dervio (Italia) | Medalla de bronce | Nacra 17 |